# いて座VX星
いて座VX星は、太陽から約5000光年離れたところにある赤色超巨星で、学名はVX Sagittarii（略称はVX Sgr）。直径は太陽の1520倍あり、現在知られている恒星の中では特に大きいものの一つとされており、また光度は太陽の340000倍あるとされている。この恒星はいて座の中に位置しており、SRC型の脈動変光星でもあり、6.52等と14.0等の間を半規則的に変光している。